# Christian Jürgensen (matematiker)
 Der er flere personer med dette navn, se Christian Jürgensen.
Christian Jürgensen (født 19. maj 1805 i København, død 15. december 1860 sammesteds) var en dansk matematiker.
Samtidig med at forberede sig til juridisk eksamen, som han tog 1828, dyrkede Jürgensen matematikken og fik (1827) Københavns Universitets guldmedalje for besvarelsen af den matematiske prisafhandling. I 1832 erhvervede han magistergraden og optoges 1834 i Videnskabernes Selskab. 
I en konkurrence om Universitetets professorat i matematik 1832 besejredes han af Ramus, men blev senere (1857) dennes efterfølger; i mellemtiden beklædte han 1833-53 stillingen som Lektor matheseos ved Søetaten. 
Fra 1842 var han matematisk direktør ved Statsanstalten for Livsforsikring. Jürgensen udgav flere lærebøger, af hvilke kan fremhæves hans Arithmetik og Algebra (1836), der udkom i 3. udgave 1846. 
Jürgensens selvstændige undersøgelser, der blandt andet behandler rotationers sammensætning og Abelske integraler, findes i Videnskabernes Selskabs Skrifter og Crelles Journal. 
Jürgensen interesserede sig meget for den matematiske undervisning, særlig for udbredelsen af kendskab til grundtrækkene al den infinitesimale matematik og dens anvendelser på naturvidenskaberne.
Han blev Ridder af Dannebrog 1847. Jürgensen er begravet på Holmens Kirkegård. Der findes et træsnit fra F. Hendriksen 1892.